# 离东县
离东县，中国旧县名。
晋绥抗日根据地设。1940年由山西省离石县东部置东北办事处。以位县东得名。1941年改离东，治小东川（今山西省吕梁市离石区城关镇东）。1946年撤销，仍并入离石县。 